# Camillo Benso, Conde de Cavour
Camillo Paolo Filippo Giulio Benso, Conde de Cavour, Isolabella e Leri (Turim, 10 de agosto de 1810 – Turim, 6 de junho de 1861) foi um político italiano. Ocupou o cargo de primeiro-ministro do Reino de Itália entre 23 de março de 1861 e 6 de junho de 1861. Foi estadista do Reino da Sardenha, depois do Reino de Itália, líder agricultor, financeiro e industrial.

## História
Segundo filho do marquês Michele Benso e da suíça Adèle de Sellon, Cavour foi, enquanto jovem, oficial do exército do Reino da Sardenha. Deixou a vida militar em 1831, viajou pela Europa durante quatro anos estudando particularmente os efeitos da revolução industrial na Grã-Bretanha, França e Suíça, absorvendo os princípios econômicos, sociais e políticos do sistema liberal britânico.
Ao voltar ao Piemonte em 1835, ocupou-se sobretudo de agricultura e se interessou também por economia e pela difusão de escolas e creches. Graças a sua atividade comercial e bancária, Cavour chegou a ser um dos homens mais ricos do Piemonte. A fundação do diário "Il Risorgimento" em dezembro 1847, marcou o início de seu compromisso político. Segundo ele, somente uma profunda reestruturação das instituições políticas piemontesas e a criação de um Estado territorialmente amplo e unido na Itália poderia permitir a realização do processo de desenvolvimento e crescimento econômico-social que ele mesmo promoveu através da sua própria iniciativa nos anos anteriores.
No ano de 1850, sendo que se pôs em evidência na defesa das leis Siccardi (leis promovidas para diminuir os privilégios do clero e que previam a abolição dos tribunais eclesiásticos e do direito de asilo nas igrejas e nos conventos, a redução do número das festividades religiosas, a proibição das corporações eclesiásticas de comprarem bens e receberem heranças ou donativos sem a permissão do governo), Cavour foi chamado a participar do gabinete D'Azeglio como ministro da agricultura, do comércio e da marinha. Em seguida foi nomeado ministro das finanças, e neste cargo foi logo adquirindo uma posição de destaque. A sua reputação de homem liberal levou o Rei da Sardenha a chamá-lo para o lugar de primeiro-ministro (4 de novembro de 1852), com o intuito de uma harmonização entre centro-esquerda e o centro-direita, tão necessária à solidez do governo.
Quando foi nomeado "presidente do conselho" (primeiro-ministro), ele já tinha em mente um programa político muito claro e definido e estava decidido a realizá-lo, embora ciente também das dificuldades que teria de superar. O principal obstáculo derivava do fato de que ele não gozava da simpatia dos setores extremos do parlamento; enquanto a esquerda não acreditava nas suas intenções reformadoras, a direita achava-o um perigoso jacobino revolucionário e demolidor das tradições seculares.
As Revoluções de 1848 na Itália tornaram claro que a unificação deveria vir através de ações do Estado italiano mais forte, o Reino da Sardenha. Ele visou sobretudo, em matéria de política interna, fazer da Sardenha um Estado constitucional, inspirado num liberalismo moderado e progressivo, onde a liberdade seria a premissa de todas as iniciativas. Convencido de que os progressos econômicos eram de importância fundamental para a vida política de um país, dedicou-se a uma radical renovação da economia piemontesa:
- a agricultura foi valorizada e modernizada graças ao uso contínuo de adubos químicos que eram cada vez mais difundidos, a uma vasta obra de canalização destinada a eliminar a frequente falta de água para a irrigação e a facilidade de transporte dos produtos agrícolas;
- a indústria foi renovada e fortalecida através da criação de novas fábricas e ao aumento da capacidade produtiva das já existentes, especialmente as do setor têxtil;
- o comércio, fundado no livre intercâmbio interno e externo e facilitado por uma série de tratados com a França, Bélgica e Países Baixos (1851–1858), conseguiu um forte crescimento.

Além disto tomou medidas para:
- renovar o sistema fiscal, baseando-o não somente sobre impostos indiretos, mas também sobre os impostos diretos que afetam sobretudo as grandes rendas;
- fortalecer os bancos com a instituição de um "Banco Nacional" para a concessão de empréstimos com juros não muito elevados.

A progressiva consolidação política, econômica e militar direcionou Cavour a uma ousada política externa capaz de tirar o Piemonte-Sardenha do isolamento. Num primeiro momento, ele pensou que não fosse oportuno destacar-se do velho programa de Carlos Alberto (que visava à saída do Império Austríaco do Reino Lombardo-Vêneto e a conseguinte unificação da Itália do Norte sob a monarquia dos Saboia), todavia em seguida advertiu a possibilidade de alargar sua política em sentido nacional, aderindo ao programa unitário de Giuseppe Mazzini, mas em bases monárquicas e liberais. De qualquer modo, o primeiro passo era o de impor o problema italiano à atenção europeia, e para isso ele usou todo o seu talento.

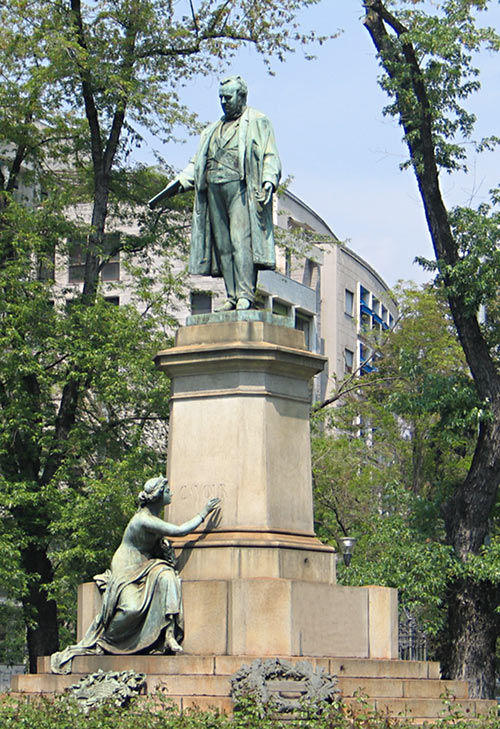
Monumento ao Conde de Cavour em Milão

A entrada do Reino da Sardenha na Guerra da Crimeia deu-lhe voz internacional e a chance de alianças essenciais para o fim do controle austríaco sobre a península Itálica. No dia 21 de julho de 1858, encontrou Napoleão III em Plombières onde foram criadas as bases de uma aliança contra o Império Austríaco. O tratado oficial estabelecia que:
- a França interviria ao lado do Reino da Sardenha somente no caso em que a Áustria fosse a agressora;
- em caso de vitória, se formariam na Itália quatro Estados reunidos em uma única confederação colocada sob a presidência honorária do Papa, mas dominada substancialmente pelo Piemonte-Sardenha: um no norte da Itália com a anexação ao Reino da Sardenha, do Reino Lombardo-Vêneto, dos ducados de Parma e de Módena e da restante parte da Emília-Romanha; um na Itália Central, compreendendo a Toscana, Marcas e a Úmbria; um terceiro no sul da Itália correspondente ao Reino das Duas Sicílias; um quarto formado pelo Estados Pontifícios, com Roma e arredores.
- Em compensação pela ajuda fornecida pela França, o Piemonte deveria ceder a Napoleão III os atuais departamentos franceses de Saboia e Alta Saboia, além do condado de Nice.

É bastante evidente como um tratado deste tipo não tinha absolutamente em conta as aspirações unitárias da maior parte da população italiana, e que visava somente eliminar o predomínio austríaco na península.
A Segunda Guerra de Independência permitiu a aquisição da Lombardia, mas a extensão do movimento democrático-nacional suscitou nos franceses o medo de que a Itália pudesse criar um Estado unitário forte demais: o armistício de Villafranca provocou o congelamento temporário das agitações e também a decisão de Cavour de abandonar a chefia do governo.
Ele voltou ao cargo no começo de 1860, quando conseguiu novamente o apoio francês e foi o arquiteto da unificação de todo o norte da Itália sob a liderança de Vítor Emanuel II da Itália, em 1859. Cavour utilizou a expedição dos Mil de Garibaldi à Sicília e Nápoles no ano seguinte para trazer estes Estados para a Itália unificada. Na mesma época, ordenou a invasão dos Estados Pontifícios. A habilidade diplomática de Cavour em manter o consentimento das potências europeias e a fidelidade de Garibaldi no dito "Itália e Vítor Emanuel" levaram assim, à proclamação do Reino de Itália no dia 17 de março de 1861. Primeira pessoa a ocupar o cargo de primeiro-ministro italiano, em fevereiro de 1861, Cavour morreu quatro meses depois, ainda negociando para assegurar a completa unificação italiana com a inclusão de Veneza e dos Estados Pontifícios.

## Imagens
O conde de Cavour, primeiro primeiro-ministro do Reino de Itália e um dos líderes da unificação italiana, junto com Giuseppe Mazzini e Giuseppe Garibaldi, é muito representado em obras de arte e nas primeiras fotografias.

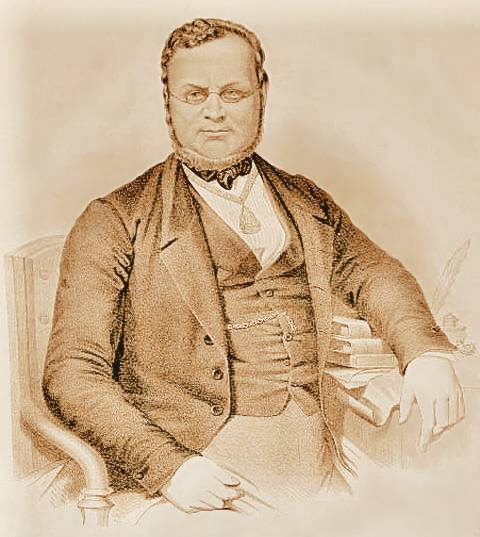
Litografia de G. Riccio
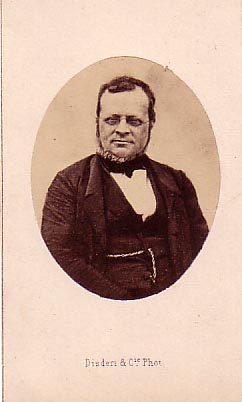
Fotografia de André Adolphe Eugène Disdéri
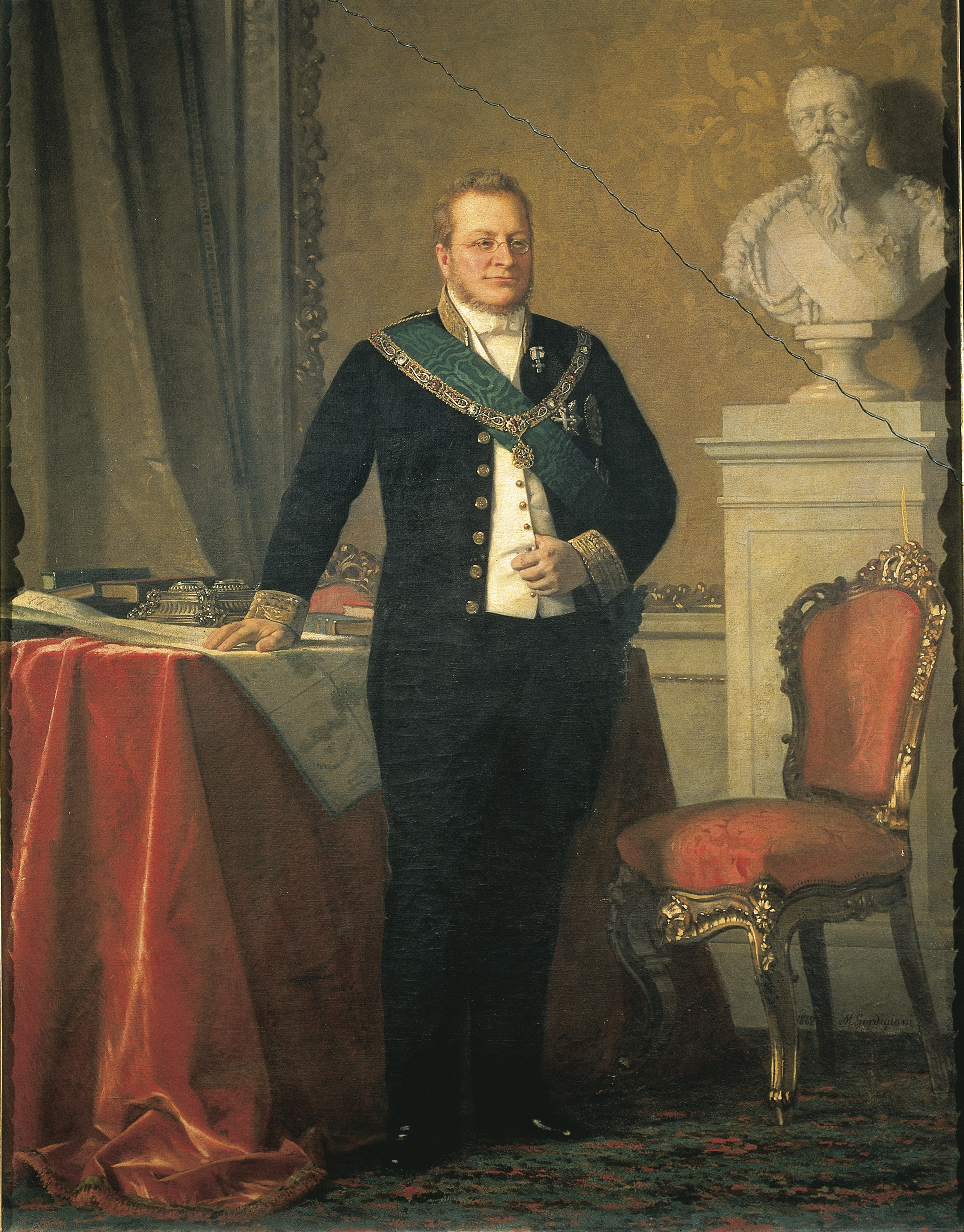
Pintura de Tranquillo Cremona